# Sparone
Sparone é uma comuna italiana da região do Piemonte, província de Turim, com cerca de 1.174 habitantes. Estende-se por uma área de 29 km², tendo uma densidade populacional de 40 hab/km². Faz fronteira com Ronco Canavese, Locana, Ingria, Ribordone, Pont-Canavese, Alpette, Canischio, Pratiglione, Corio, Forno Canavese.

## Demografia
| Variação demográfica do município entre 1861 e 2011                               |
|                                                                                   |
| Fonte: Istituto Nazionale di Statistica (ISTAT) - Elaboração gráfica da Wikipedia |